# Hoplitis pilosifrons
Hoplitis pilosifrons är en biart som först beskrevs av Cresson 1864. Den ingår i släktet gnagbin, och familjen buksamlarbin. Inga underarter finns listade i Catalogue of Life.

## Beskrivning
Arten har svart grundfärg och ett avlångt huvud, speciellt tydligt hos honan. Vingarna är lätt rökfärgade med brunsvarta ribbor hos honan, mera tegelfärgade hos hanen. Mandiblerna har tre tänder vardera hos honan, två hos hanen. Behåringen hos hanen är riklig, tät och ljus kring antennerna, på ansiktets nederdel och över större delen av mellankroppen; honans motsvarande behåring är tydligt glesare. Bakkroppen har gles behåring hos honan; hos hanen är den något tätare, dock utan att dölja ytan. På bakkanterna av tergiterna 1 till 4 har båda könen vitaktiga hårband längs sidorna. Honans scopa, hårborsten på buksidan som hon använder för att samla pollen åt larverna, är blekgul. Arten är liten; kroppslängden är 6,5 till 8,5 mm hos honan, 7 till 8,5 mm hos hanen.

## Utbredning
Hoplitis pilosifrons förekommer i sydligaste Kanada och i större delen av centrala och östra USA, samt dessutom i Kalifornien.

## Ekologi
Arten är polylektisk, den flyger till blommande arter av många familjer, som amaryllisväxter, korgblommiga växter, strävbladiga växter, klockväxter, havtornsväxter, ärtväxter, kransblommiga växter, dunörtsväxter, harsyreväxter, grobladsväxter, ranunkelväxter, rosväxter och flenörtsväxter. Flygtiden är april till augusti.
Som alla gnagbin är arten solitär, honan svarar själv för bobyggnaden och omsorgen om avkomman.